# جون تشارلز بريتز
العميد البحري جون تشارلز بريتز كان بحارًا دنماركيًا مع البحرية الإمبراطورية البرازيلية خلال حرب السيزبلاتين.

## سيرة شخصية
كان بريتز جزءًا من الفرقة الأولى من البحرية البرازيلية العاملة في مياه ريو دي لا بلاتا خلال حرب سيسبلاتين. كانت مهمة هذا السرب، التي قادها في البداية جيمس نورتون ولكن في النهاية تولى أمرها بريتز، هي محاصرة الميناء الأرجنتيني الرئيسي في بوينس آيرس. على الرغم من أن السرب كان لديه موارد متفوقة مقارنة بالبحرية الأرجنتينية، بقيادة وليام براون، إلا أنه لم يكن قادرًا على منع الأرجنتينيين من الهروب بشكل روتيني.
أثناء وجوده في قيادة الفرقاطة دونا بولا، شارك بريتز في المعارك البحرية في لوس بوزوس في 11 يونيو 1826 وكويلمز في 30 يونيو 1826.
في الثامن من أبريل عام 1827، كان بريتز - في ذلك الوقت عميدا بحريا- أحد المشاركين في معركة مونت سانتياغو، حيث أجبرت القوة النارية المتفوقة للبرازيليين اثنين من المراكب الأرجنتينية على الاعتماد على دعم مركب شراعي.